# Гимназия им. Е. М. Примакова
«Областная гимназия им. Е. М. Примакова» — общеобразовательная организация, располагающаяся в деревне Раздоры Одинцовского городского округа Московской области. Школа носит имя Евгения Примакова — российского политика, председателя правительства Российской Федерации (1998—1999).
Гимназия учреждена на основании распоряжения правительства Московской области 14 марта 2017 года, открыта 1 сентября 2017 года. Директор — Майя Майсурадзе, председатель попечительского совета — Сергей Лавров.
Организация включает дошкольное и школьное отделения (1—11-й классы), Международный бакалавриат IB DP, «Цифровую гимназию» (5—11-й классы), а также региональный Образовательный центр «Взлёт», специализирующийся на подготовке обучающихся к школьным олимпиадам; отделение дополнительного образования и другие объединения. В 2022 году на правах филиала Гимназии открыта Русская школа в Абу-Даби (ОАЭ). В 2023 году на территории гимназии открылся пансион для проживания учеников 8—11 классов, который состоит из четырёх отдельно размещающихся корпусов. В 2024 году состоялось открытие Центра международного сотрудничества с ОАЭ в сфере образования при Гимназии, который в октябре 2024 года посетили президент России Владимир Путин и президент ОАЭ Мухаммад ибн Заид Аль Нахайян.
Гимназия представляет себя как «крупнейший в России гуманитарный кластер» и заявляет о сочетании российских педагогических практик и международных подходов в организации учебного процесса. Обучение ведётся в билингвальной среде в режиме школы полного дня — предметы на английском языке преподают как учителя из России, так и педагоги-носители языка из Великобритании, Канады, ЮАР, Австралии. В школе организована House System — система Домов по образцу школы Хогвартс из вселенной «Гарри Поттер»; с осени 2017 года проводятся встречи учеников с российскими государственными и общественными деятелями, артистами и другими медийными личностями в рамках проекта «100 вопросов лидеру».
Обучение платное и в 2025/2026 учебном году составляет 990 000 ₽ (без проживания в пансионе), однако организация реализует стипендиальные программы обучения на безвозмездной основе учеников 5—11-х классов, имеющих достижения в области спорта, музыки или науки, в Цифровой гимназии, а также победителей регионального этапа, участников, призёров и победителей заключительного этапа Всероссийской олимпиады школьников (в частности, по обществознанию, праву и английскому языку).
По итогам 2020/2021, 2021/2022, 2022/2023 и 2023/2024 учебных годов признавалась абсолютным лидером образования Московской области. Организация входит в ренкинг российского Forbes Education «Лучшие частные школы Москвы и Московской области»; в феврале 2025 года этот проект поставил Гимназию на 3 место в рейтинге частных школ Москвы и Московской области, которые имеют наибольшую репутацию в профессиональном сообществе. В 2022 году по версии рейтингового агентства RAEX Гимназия вошла в ТОП-10 сильнейших учебных заведений страны в сфере «Экономика и управление» и в ТОП-30 лучших школ России в сфере «Социальные и гуманитарные направления».
В 2023 году в Гимназии прошел финал конкурса «Учитель года России». В том же году на базе Гимназии был проведен заключительный этап Всероссийской олимпиады школьников по литературе, а в 2024 году — заключительный этап Всероссийской олимпиады школьников по английскому языку.

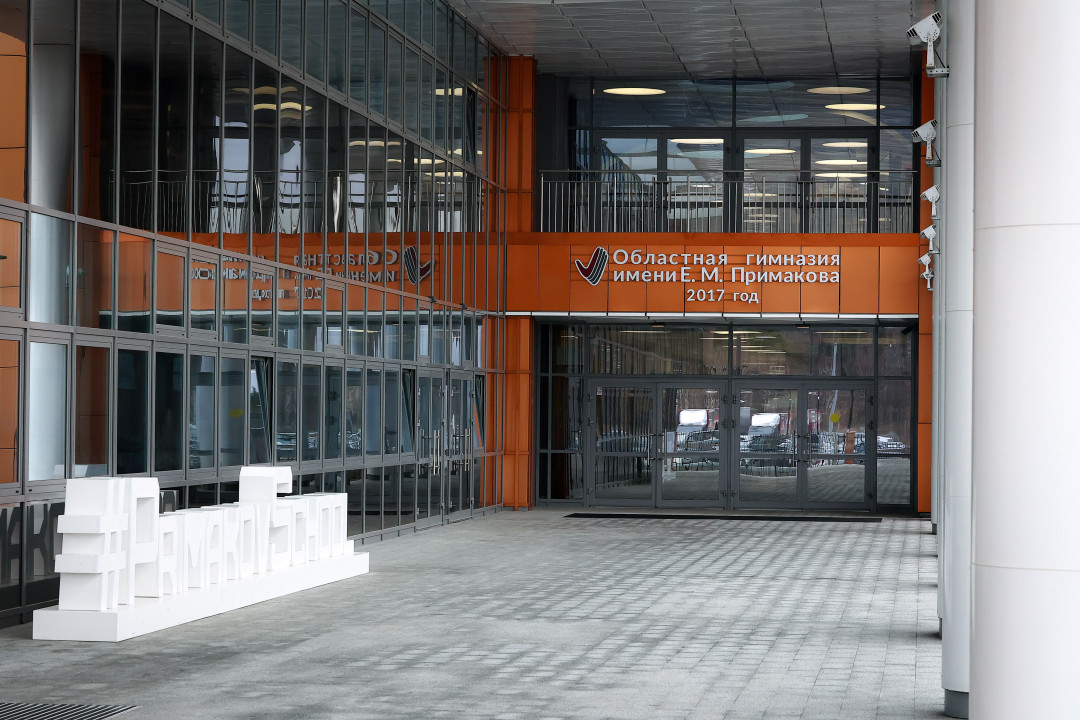
Главный вход
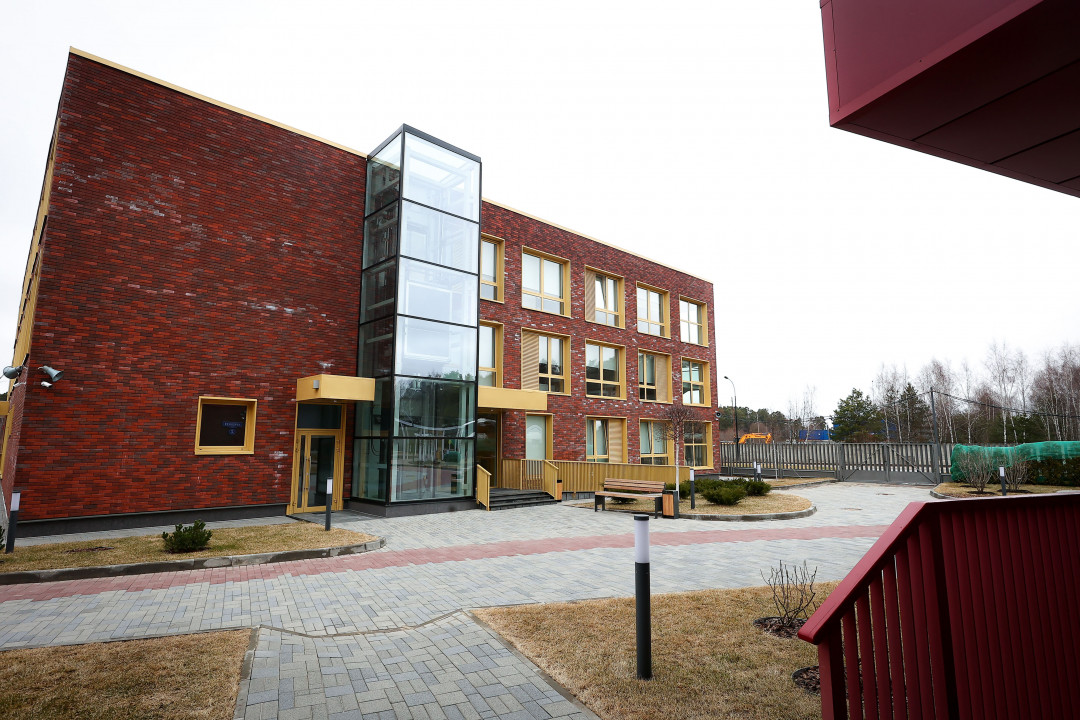
Жилой корпус
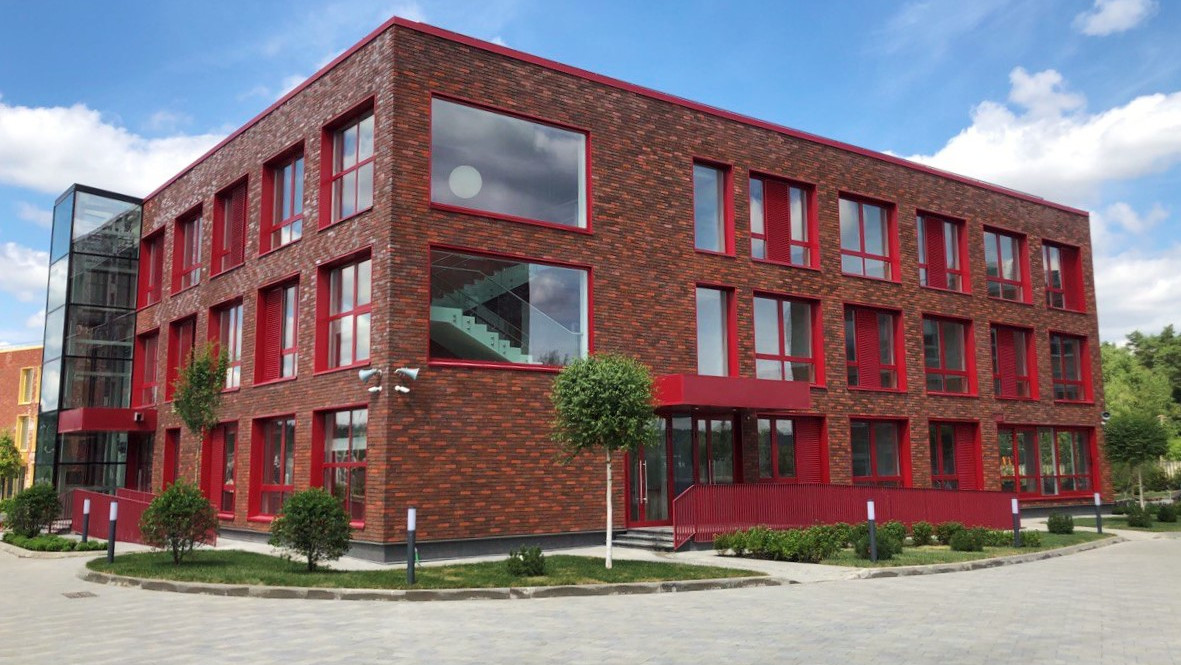
Жилой корпус
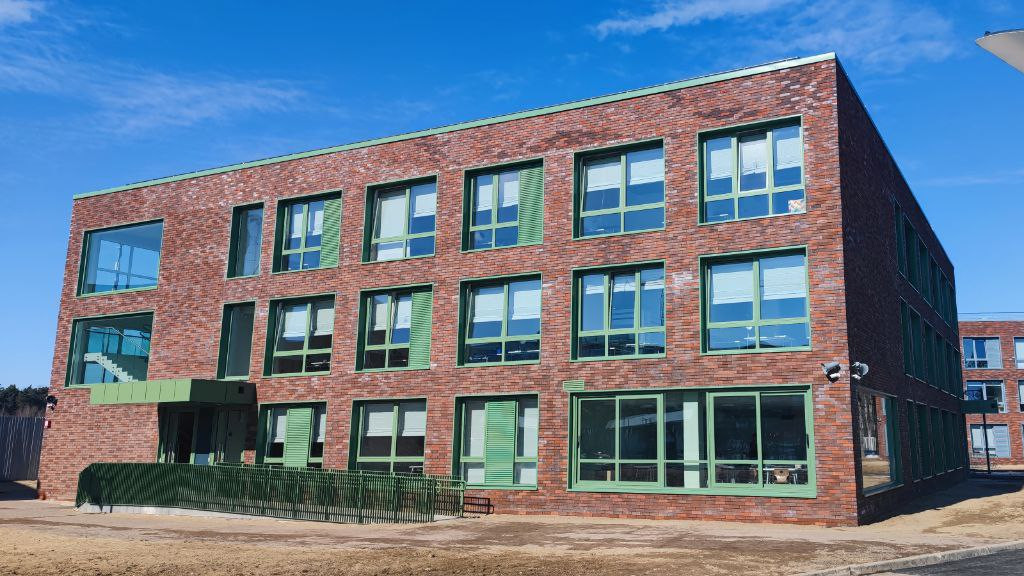
Жилой корпус